# 王恩民
王恩民（1540—1625年），字仁溥，號成宇，雲南臨安衛官籍直隸合肥縣人，明朝政治人物。

## 生平
嘉靖四十三年（1564年）甲子科雲南鄉試第二十一名舉人，隆慶二年（1568年）中式戊辰科會試第六十八名，三甲第二百零六名進士。授永川县知县，六年十月选授贵州道试御史，萬曆元年（1573年）四月巡视皇城，二年正月升贵州佥事，五年三月升湖广荆西道右参议。十二年十月調補贵州右参议，升本省副使，十五年丁父忧。十九年闰三月除补河南副使，专管修河，二十一年二月升贵州左参政，二十五年八月升四川按察使，历福建左布政使，三十一年十一月升都察院右副都御史、巡抚福建，致仕歸。年八十六卒。

## 家族
曾祖王錀；祖父王纓；父王世學，號雙松，封監察御史；母阮氏。具庆下。兄王安民（指挥使）。